# Association sportive de Saint-Étienne (féminines)
Pour les articles homonymes, voir ASSE.
Pour être redirigé, voir Association sportive de Saint-Étienne.
Maillots
Actualités
La section féminine de l'Association sportive de Saint-Étienne est un club féminin de football français basé à Saint-Étienne et créé en 1977 sous le nom de Racing Club de Saint-Étienne. C’est en 2009 que l’équipe devient l’Association sportive de Saint-Étienne.
Les Stéphanoises atteignent pour la première fois de leur histoire la Division 1 en 1980, pour seulement deux saisons. Redescendues en Division 2 puis dans les divisions régionales de la Ligue de Rhône-Alpes, elles doivent attendre 2004 pour réapparaître dans un championnat national, en Division 3.
Après deux promotions rapides, elles retrouvent l'élite en 2007. Absorbé par l'Association sportive de Saint-Étienne en 2009, le club du Forez décroche en 2011 la Coupe de France, son premier titre majeur. Promues après la saison blanche de D2 de 2020-2021, les Vertes retrouvent ainsi l'élite après plusieurs saisons d'attente. Le club évolue en Première Ligue depuis la saison 2023-2024.

## Histoire

### RC Saint-Étienne: un parcours chaotique (1977-2000)

#### Le successeur de l'AS Saint-Étienne (1977-1980)
Le Racing Club de Saint-Étienne est créé le 1er juillet 1977 à la suite de la fermeture, le 30 juin, de l'éphémère section féminine du célèbre club professionnel masculin de la ville de Saint-Étienne, l'AS Saint-Étienne. Ce club uniquement féminin évoluera ensuite pendant trois saisons dans le Championnat régional de la Ligue de Rhône-Alpes, dans un relatif anonymat, avant de rejoindre pour la première fois le niveau national au début des années 1980.

#### Une première expérience dans l'élite (1980-1982)
En 1979, pour la 6e édition du Championnat de France féminin de football, il fut décidé d’élargir le nombre d'équipes participantes à la Division 1 à 48 clubs, au lieu de 20 précédemment. Le RC Saint-Étienne bénéficie de cet élargissement et réussit, dès la saison suivante, à rejoindre l'élite pour la première fois de son histoire grâce à ses bons résultats en Ligue du Rhône-Alpes.
Les Stéphanoises restent deux saisons dans l'élite. Elles sont placées dans le groupe contenant les équipes du sud-est de la France en compagnie de clubs comme le FC Lyon, l'Olympique de Marseille ou l'ES Arpajonnaise. Les Vertes n'arrivent sur aucune des saisons à sortir du groupe et ce sont le FC Lyon en 1981, puis le Caluire SCSC en 1982, qui se qualifient pour le tournoi final.

#### Des performances en dents de scie (1982-1986)
La formule change pour la saison 1982-1983 alors qu'un niveau inférieur, la Division 2 est mise en place pour la première fois. Les 3 premiers de chaque groupe du tour préliminaire se qualifient pour le Championnat de Division 1, tandis que les 3 derniers participeront au Championnat de Division 2. Dans un groupe où l'on retrouve les rivales régionales du FC Lyon, mais aussi le FC Vendenheim, l'US Orléans, l'AS Moulins et l'AS Valentigney, les Stéphanoises terminent le tour préliminaire à la dernière place avec seulement deux points et sont reversées au Championnat de Division 2. Elles échouent à se maintenir au niveau national lors de cette deuxième phase, finissant à l'avant-dernière place de leur groupe devant l'US Beaumont.
Le RC Saint-Étienne passe ensuite deux saisons dans le Championnat régional de la Ligue de Rhône-Alpes. Il y réussit une très bonne saison 1984-1985 : les Vertes glanent leur premier titre régional avec la Coupe de la Loire et surtout se qualifient pour le tour préliminaire des divisions nationales pour la saison suivante.
La saison 1985-1986 est la dernière année d'existence de la Division 2 avant qu'elle ne soit rétablie sept ans plus tard. Les Stéphanoises vont jouer de malchance. Elles échouent d'abord à se qualifier pour la Division 1, finissant 4e de leur groupe à un point derrière l'AS Toussieu. Puis, reversées dans un groupe de Division 2 où elles retrouvent notamment l'Olympique de Marseille et l'ES Arpajonnaise, elles réussissent une excellente phase de groupe, se classant à la 1re place à l'issue de la saison régulière et atteignant pour la première fois le tournoi final. Elles tombent cependant en demi-finale sur le FCF Juvisy ; le club de l'Essonne, déjà redoutable, ne lui laisse aucune chance (6-0, puis 3-0). Malgré leur très bon parcours jusqu'au tournoi final, à cause de la disparition de la Division 2 la saison suivante, les Stéphanoises sont reléguées en Ligue de Rhône-Alpes.

#### Déclin et renaissance en Ligue de Rhône-Alpes (1986-1993)
Retombé douloureusement dans le Championnat de la Ligue de Rhône-Alpes, le club semble avoir du mal à s'en remettre et va lutter dans les divisions régionales pendant 7 saisons consécutives avant de refaire parler de lui au niveau national. Un coup d'éclat illumine cependant cette période : le gain du titre de Champion de Division d'Honneur de Rhône-Alpes lors de la saison 1991-1992. Malgré ce titre, les Stéphanoises auront besoin d'une saison supplémentaire pour atteindre de nouveau la Division 2 (National 1B), qui a été recréée en 1992.

#### Nouvelle expérience en Division 2 (N1B): des espoirs déçus (1993-1997)
La Division 2 - appelée National 1B - compte à cette époque trois groupes de 10 équipes réparties selon leurs positions géographiques. Les trois premiers de chaque groupe sont qualifiés pour la saison suivante en Division 1 et s'affrontent en fin de saison pour obtenir le titre de Champion. La 1re saison des Stéphanoises à ce niveau est très prometteuse : elles terminent à la 4e place du Groupe B à 10 points du premier, le Toulouse OAC, derrière le Caluire SCSC et à égalité de points avec le Toulouse Olympique Mirail. Elles se placent à la 3e place du groupe la saison suivante, à 1 point de Montpellier Le Crès, mais loin du vainqueur de la poule, Caluire SCSC.
Montant en puissance au fil des saisons, les Vertes entament la saison 1995-1996 avec un statut de favorites. C'est pourtant une saison très difficile qui les attend. Elles vivent notamment une saison très compliquée défensivement et finissent l'année avec un déficit de 17 buts à une modeste 6e place, présageant la saison catastrophique qui allait suivre. En effet, elles achèvent la saison 1996-1997 avec seulement deux victoires, à une 10e place derrière le FCF Ambilly synonyme de relégation en ligue régionale.

#### De retour dans l'anonymat du Championnat régional (1997-2000)
Le club du Pays d'Astrée retourne à partir de 1997 pour sept saisons dans les divisions régionales de la Ligue de Rhône-Alpes et ne fera plus parler de lui au niveau national avant le Championnat interrégional de la saison 2001-2002, qualificatif pour la nouvelle Division 3. Le principal événement de cette période survient dans l'équipe dirigeante du club avec la nomination en 2000 de Stéphane Tessier - alors entraîneur de l'équipe - à la présidence du club du Forez, succédant à Jean Nebouy. Sa mission, avec le directeur sportif de l'époque, Michel Gaffie, est ambitieuse : faire du club de Division d'Honneur régionale l'un des 5 meilleurs clubs de France, avec comme espoir secret un rapprochement avec le club professionnel masculin de l'AS Saint-Étienne.

### RC Saint-Étienne: la montée en puissance (2000-2009)

#### De nouvelles ambitions (2000-2004)
Lorsque Stéphane Tessier prend la relève de Jean Nebouy en 2000, le club ne compte qu'une vingtaine de licenciées. Sa première tâche sera donc de structurer le club et d'en faire un pôle d'attraction et de formation pour les joueuses de la région. Sportivement, le club refait parler de lui en 2002 en se qualifiant pour le Tournoi interrégional mis en place cette année en vue du nouvel échelon qui est prévu pour la saison suivante : la Division 3. C'est encore un peu tôt pour le club du Forez qui termine 5e de sa poule à seulement deux points de l'équipe qualifiée, le RC Flacé Mâcon. On trouve déjà dans cette équipe des joueuses emblématiques du club qui joueront par la suite un rôle essentiel dans l'ascension du RC Saint-Étienne, comme les Franco-Algériennes : Lætitia Agab-Cluzel et Safia Bengueddoudj - qui deviendront par la suite des internationales algériennes.
C'est d'ailleurs avec de nombreuses joueuses internationales africaines - ou futures internationales - que le club remporte le Championnat de DH Rhône-Alpes en 2004 et gravira ensuite progressivement les échelons jusqu'au sommet. En plus des deux joueuses citées précédemment, on compte dans l'équipe qui est promue en Division 3 pas moins de cinq joueuses maliennes (dont la gardienne Djeneba Bamba et la défenseure Aïssata Coulibaly) et une joueuse camerounaise qui deviendra une joueuse clé de sa sélection nationale, Madeleine Michèle Ngono Mani.

#### Le passage éclair en Division 3 (2004-2005)
Les Vertes ne restent qu'une saison en Division 3. En se classant 3e de leur poule derrière les réserves des clubs de Division 1, le FCF Juvisy et l'Olympique lyonnais, elles accèdent au tournoi final de la Division 3. Elles remportent brillamment leur groupe devant le Claix FF et l'ES Arpajonnaise, sécurisant ainsi leur accession à la Division 2, et se qualifient pour la finale. Elles y rencontrent le CPBB Rennes et s'inclinent 5 buts à 2 au terme d'un match spectaculaire.

#### Un court palier en Division 2 (2005-2007)
En 2005, le Championnat de Division 2 compte deux poules de dix équipes réparties plus ou moins selon la position géographique. Le RC Saint-Étienne est placé dans le groupe B, en compétition avec des clubs comme le Celtic de Marseille ou le COM Bagneux. Les Amazones font une excellente saison (12 victoires, 4 nuls pour seulement 2 défaites) et finissent à la 1re place devant l'USF Le Puy, qualifiées pour le tournoi final. Elles voient cependant s'amenuiser toute chance de promotion en perdant leurs deux premiers matchs. Les scores sont serrés. Les Bretonnes du Stade Briochin l'emportent à la dernière seconde grâce à deux buts tardifs (score final : 2 buts à 1), et le FCF Condéen résiste au retour des Amazones malgré un doublé de Safia Bengueddoudj (score final : 3 buts à 2). Ce sont finalement ces deux clubs qui se qualifieront pour l'élite.
Après cette bonne mais décevante première saison, Pierre-Yves Thomas remplace Michel Gaffie à la tête de l'équipe. Les Vertes se classent à la fin de la saison suivante à la 2e place de leur groupe derrière le FC Vendenheim et retrouvent les Alsaciennes lors de la phase finale. À la dernière journée, en accrochant le FC Vendenheim sur son terrain grâce à un but en deuxième mi-temps de Aïssata Coulibaly, le RC Saint-Étienne accroche la deuxième place qualificative pour la Division 1 et glane le titre de Vice-champion de Division 2. Cette même année, elles effectuent un joli parcours en Coupe de France (alors Challenge de France) qui les mènent jusqu'en quart de finale où elles sont écartées aux tirs-au-but par le Tours FC.

#### Une première saison exceptionnelle (2007-2008)
Pour leur première saison dans l'élite, les Stéphanoises ne perdent pas leurs bonnes habitudes et font une 1re saison exceptionnelle pour un promu. Avec dans ses rangs des joueuses comme Delphine Blanc, Karima Benameur, Kelly Gadea, Jessica Houara ou Fanny Tenret venues renforcer l'effectif à l'intersaison, l'équipe crée la surprise en pointant en 4e position en fin d'exercice, devant le Paris SG, et derrière le club professionnel de l'Olympique lyonnais, le club historique du FCF Juvisy, et pas loin du club professionnel du Montpellier HSC. Le Président du club, Stéphane Tessier, a rempli son premier objectif en huit ans, faire du RC Saint-Étienne l'un des 5 meilleurs clubs de France.

#### Une deuxième saison plus timide (2008-2009)
Pierre-Yves Thomas cède sa place en début d'exercice à un duo Hervé Didier et Cécile Locatelli sur le banc du RC Saint-Étienne. Malgré un bon parcours en Coupe de France qui voit le club atteindre les quarts de finale de la compétition - où il sera sorti par l'Olympique lyonnais (3-0), cette saison est en demi-teinte et voit l'équipe s'installer dans le ventre mou du Championnat (7e), une position qu'elle occupera souvent lors des saisons suivantes. Le fait marquant de cette année se passe dans les coulisses avec le rapprochement espéré entre le club et l'AS Saint-Étienne.

### AS Saint-Étienne - section féminine (depuis 2009)

#### Des débuts intéressants (2009-2010)
Date symbolique anniversaire de la création du club - à la suite de la fermeture de la section féminine de l'AS Saint-Étienne en 1977 -, le 1er juillet 2009, est entérinée la fusion entre le RC Saint-Étienne et le club professionnel masculin de l'AS Saint-Étienne. Ayant accompli sa mission, Stéphane Tessier se retire et laisse les rênes du club aux dirigeants de l'AS Saint-Étienne. La première saison de la section féminine de l'AS Saint-Étienne est intéressante et voit le club se rapprocher un peu des premières places en terminant 6e du classement général derrière le FCF Nord Allier Yzeure.

#### La saison de l'exploit (2010-2011)

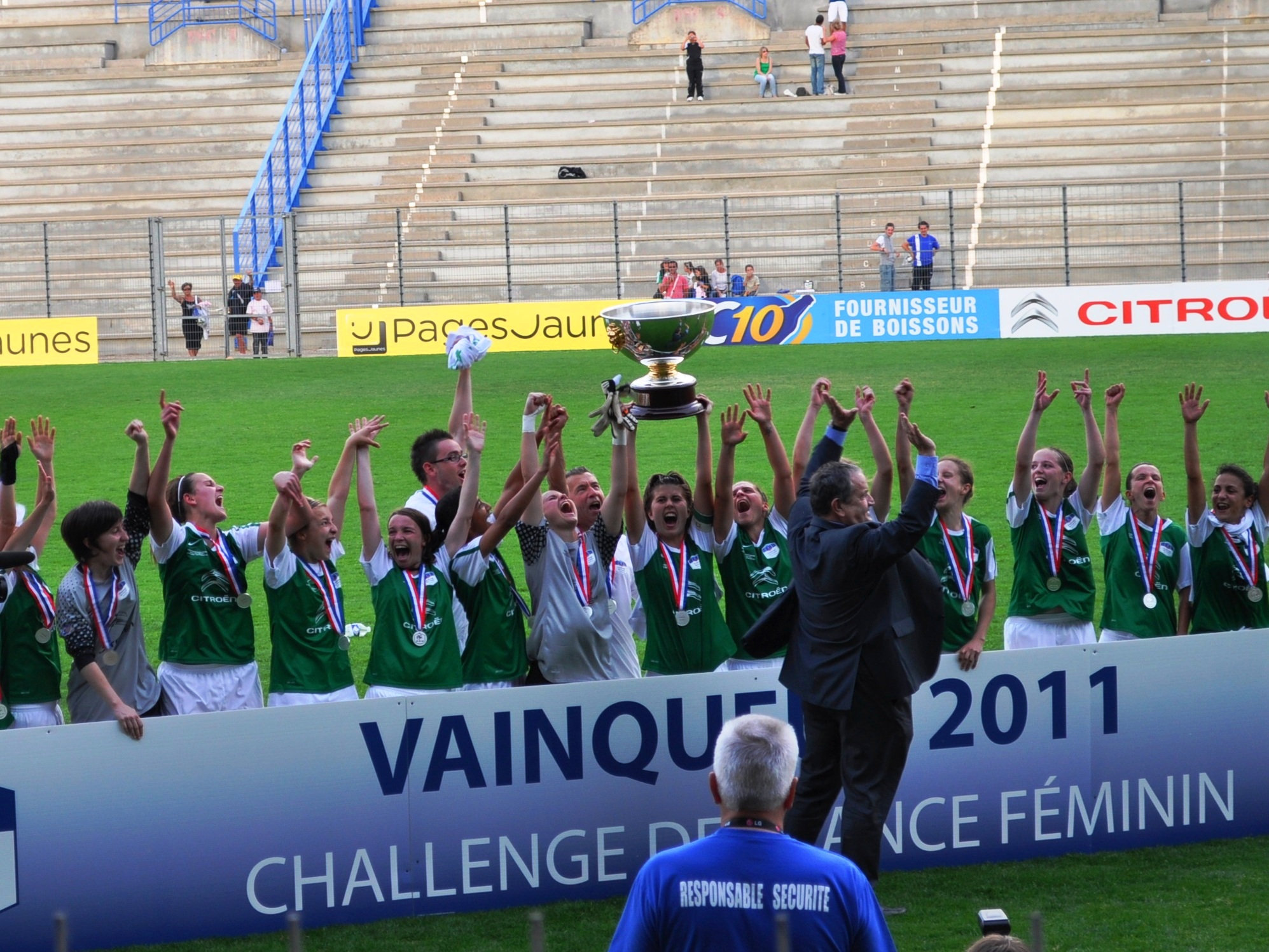
Une belle fin de saison marquée par la victoire en Coupe de France.

La saison 2010-2011 voit l'AS Saint-Étienne obtenir son premier trophée sur la scène nationale : la Coupe de France féminine (alors Challenge de France). Le club du Forez n'avait pourtant atteint que les huitièmes de finale la saison précédente, et son classement quelconque en Championnat (5e) ne laissait pas présager une telle performance. Profitant d'un tableau plutôt clément, les Stéphanoises se hissent en finale en écartant sur leur passage : le Caluire FF68 (DH), le RCF Mâcon (D2), l'ES Saint-Simon (DH), l'équipe du Mans FC (D1), et le Dijon FCO (D2) en demi-finale. Elles affrontent en finale l'une des quatre grosses équipes du Championnat, le Montpellier HSC. Composée de joueuses comme Kheira Hamraoui, Camille Catala ou Ludivine Coulomb, l'équipe, complètement dominée dans le jeu, tient bon, bien aidée par le match exceptionnel de la gardienne Méline Gérard. Se clôturant sur un score nul est vierge, la rencontre se jouera aux tirs-au-but. Méline Gérard récidive lors de la séance, et arrête trois tirs-au-but dont le dernier de l'attaquante montpelliéraine Hoda Lattaf donnant la victoire à son équipe. C'est le premier trophée national majeur remporté par le club.

#### Une équipe de milieu de tableau (2011-2013)

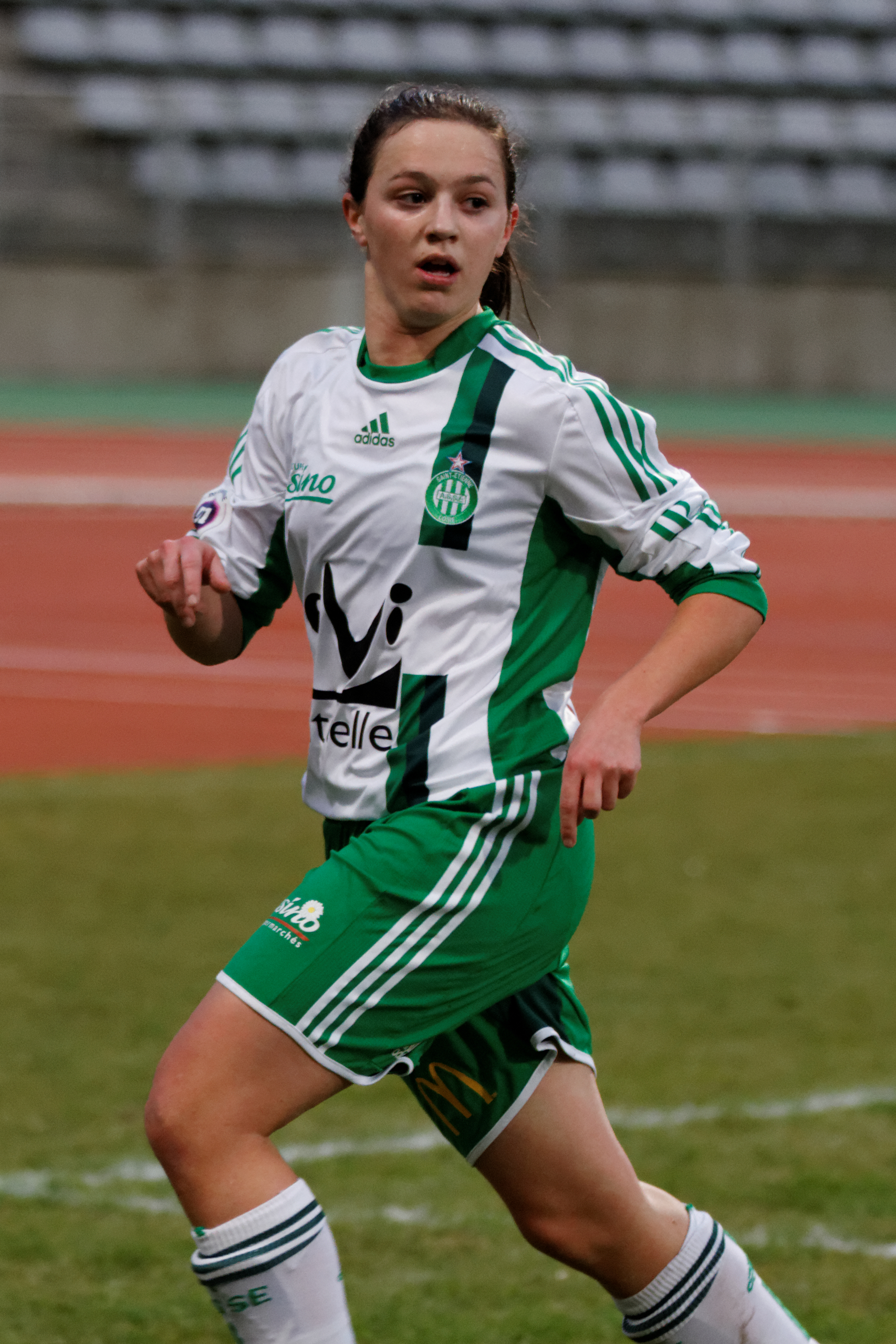
Ludivine Coulomb lors d'un Paris SG - AS Saint-Étienne, en 2012.

Les Vertes lutteront les deux saisons suivantes avec des équipes comme l'EA Guingamp ou le FF Yzeure pour la cinquième place symbolique du Championnat, loin derrière les 4 grosses équipes qui survolent la Division 1 : Lyon, Paris, Montpellier et Juvisy. Les Stéphanoises arrivent à assez bien entretenir leur dynamique après la victoire de la Coupe de France en 2011. Elles remportent ce "championnat dans le Championnat" en 2012 (5e), grâce notamment à des victoires contre des équipes de moins haut niveau, ce qui leur permet de décrocher ce bon classement. Elles ont toujours dans leur rang Camille Catala, meilleure buteuse lors de cette saison, et l'une des meilleures buteuses de l'histoire du club. Il s'agira d'ailleurs de sa dernière saison au club. Mais les Stéphanoises échouent à 1 point du FF Yzeure la saison suivante.
En Coupe de France 2011-2012, elles s'imposent d'abord contre le Puy Foot 43 Auvergne en lors du 2e tour fédéral, par 2 buts à 0. Mais elles ont par la suite un tirage malchanceux et tombent sur l'Olympique lyonnais dès les 1/16e de finale, qui les élimine 4 buts à 0. En Coupe de France 2012-2013 la saison suivante, elles réussissent à nouveau un parcours exceptionnel. Elles éliminent durant plusieurs tours des formations à leur portée, et réalisent une très belle performance en sortant notamment le Paris SG en demi-finale (2-0). Elles retrouvent lors de cette saison les Lyonnaises en finale. Ces dernières s'imposent finalement 3 buts à 1, malgré une bonne résistance affichée en face. Il s'agira de la deuxième finale de Coupe de France de leur histoire. La première étant gagnée, et celle-ci étant perdue.

#### À la lutte pour éviter la relégation (2013-2017)

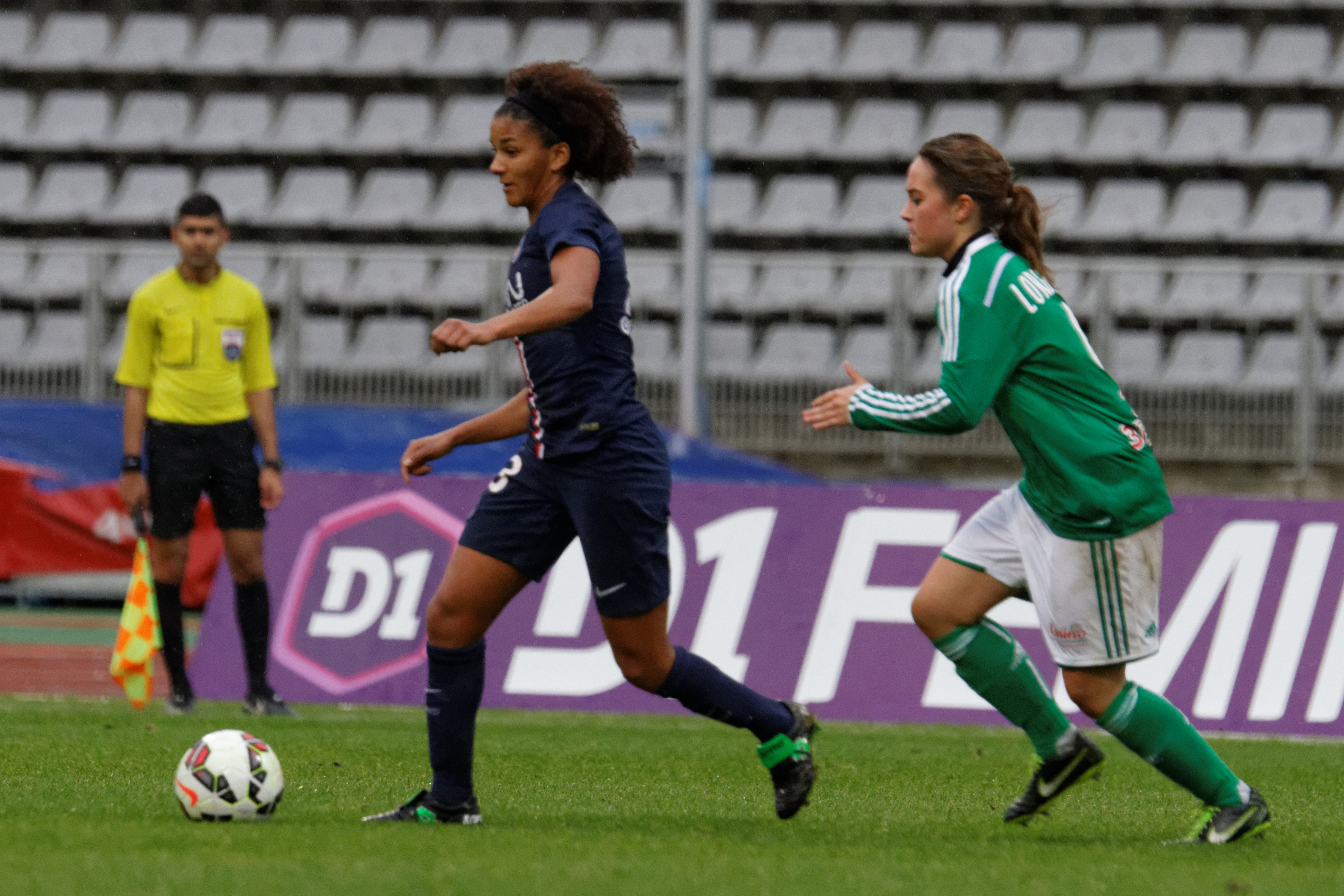
Une autre rencontre Paris SG - AS Saint-Étienne, cette fois-ci en 2014.

Axant sa stratégie sur la formation, le club est vite reconnu dans ce domaine apportant de nombreuses joueuses aux sélections françaises juniors. Mais en n'amorçant pas le passage au professionnalisme qu'ont effectué des clubs comme le Paris SG, l'Olympique lyonnais ou encore le Montpellier HSC, le club va se montrer incapable, durant cette période, de retenir nombre de ses meilleurs éléments qui partent dans d'autres clubs y chercher de meilleures conditions (Kheira Hamraoui, Jessica Houara au Paris SG ; Camille Catala, Aude Moreau au FCF Juvisy ; Méline Gérard à l'Olympique lyonnais ; Kelly Gadea au Montpellier HSC, etc.).
La saison 2013-2014 marque un changement important de standing pour le club qui passe de la lutte pour la 5e place à la lutte pour sa survie dans l'élite. Les Stéphanoises finissent 9e de cette saison difficile, en accrochant un match nul inespéré contre le Montpellier HSC lors de la dernière journée. Elles se sauvent in extremis d'une relégation en Division 2 grâce à une meilleure différence de buts par rapport au FCF Hénin-Beaumont. Les saisons se suivent et se ressemblent, les Stéphanoises stagnent dans les profondeurs du classement. Malheureusement, elles sont reléguées à l'issue du Championnat de France féminin de football 2016-2017.

#### Retrouver les sommets (2017-2022)
Lors de la saison 2017-2018 les Stéphanoises sont tout près d'accéder à l'élite juste un an après la relégation, elles échouent in extremis, et finissent à la seconde place du classement de leur groupe. La saison suivante 2018-2019 se termine également sur une deuxième place. La saison 2019-2020 est marquée par l'arrêt des compétitions en mars 2020 à cause de la pandémie de Covid-19. L'ASSE, invaincue cette saison-là, se voit refuser la montée en D1 en raison de l'application d'un quotient nombre de points/matchs joués, inférieur pour l'ASSE de 0,04 point à celui du HAC, qui avait joué un match en plus.
Les Vertes ne jouent que six matchs la saison suivante avant l'arrêt de la compétition. La FFF décide finalement en fin de saison de les faire monter en D1 pour la saison 2021-2022, en tant que meilleur deuxième de D2 en 2019-2020.
Elles réussissent notamment lors de leur remontée à gagner contre le Dijon FCO, et à faire un match nul historique contre l'Olympique lyonnais. Malgré tout, n’étant pas assez préparées pour l'élite, les Vertes échouent et terminent à la dernière place du classement à la fin de la saison.

#### Rebâtir sur du neuf (depuis 2022)
Le club ne tarde pas à trouver un nouvel entraîneur, quelques jours seulement après la fin de la saison 2021-2022. C'est ainsi que le 3 juin 2022, Laurent Mortel se retrouve nommé à la tête de l'équipe première. Son objectif principal, permettre aux Stéphanoises de retrouver le plus haut niveau dès que possible. Et il ne prend pas cette tâche à la légère, avec plus d'une dizaine de recrues durant le mercato estival 2022. Le but semble être donc pour lui de reconstruire tout un nouveau groupe, avec un état d'esprit différent.
La formule de Laurent Mortel semble bien marcher, et les victoires arrivent assez tôt. Après une préparation estivale intéressante, elles semblent prêtes pour la D2. Leur forme d’avant saison est vite confirmée, puisqu’elles s’installent rapidement à la 1re place du classement. À la mi-saison, elles ont tout simplement remporté tous leurs matchs, mais le coach des Vertes ne veut surtout pas s’enflammer. Reste à voir si elles sont capables de tenir cette forme exceptionnelle jusqu’à la fin de saison ou pas.
Leur saison se poursuit assez bien, avec notamment une nouvelle victoire contre le Grenoble Foot 38 pour le compte de la 15e journée. Mais lors de la journée suivante, la série de victoires des Stéphanoises prend fin avec un match nul à Yzeure. Ce nul leur fait perdre un peu d'avance pour la montée. Pour la 20e journée, elles perdent leur premier match de la saison contre Montauban, ce qui ne les empêche pas de valider leur remontée immédiate en D1. Pour la dernière rencontre de la saison, les Vertes s'assurent le titre de cette saison de D2, avec un carton plein face à Albi sur un score de 6-1. Il s'agit de leur premier titre de D2. Elles partent célébrer leur titre dans le Chaudron, avant le dernier match des hommes, en étant saluées par leurs homologues masculins, ainsi que le public présent en nombre ce soir-là.
Le début du mercato estival est d'abord marqué par le départ d'Esther Okoronkwo, après deux saisons passées au club. Au niveau des arrivées, Solène Champagnac, Alexandria Lamontagne et Sarah Klotz viennent renforcer l'effectif. Après un mercato estival agité, et une préparation sportive correcte, les Stéphanoises  semblent prêtes pour la reprise. Mais l'entame de l'objectif maintien est compromise, avec une première défaite sur la pelouse du Stade de Reims. Toutefois, le début de saison se révèle plus que compliqué après 5 journées, les Vertes n'ayant réussi qu'à prendre un seul petit point contre Montpellier. Beaucoup de membres du staff, dont le coach, font part de leur inquiétude quant à la situation de l'équipe. À la  suite de ces nombreux revers, le club acte la signature d'un joker, dans une discrétion surprenante. Il s'agit d'une joueuse haïtienne en provenance de Rodez, Amandine Pierre-Louis. Lors de 8e journée, les joueuses de Laurent Mortel vont signer leur premier succès de la saison, face aux promues du LOSC. Dans un match à rebondissements, les Stéphanoises s'imposeront finalement sur la plus petite des marges. Le club annonce une deuxième recrue, cette fois-ci sous forme de prêt, avant le mercato hivernal. Il s'agit de l'internationale algérienne Morgane Belkhiter, arrivant du Havre. Après deux victoires consécutives contre Guingamp et Bordeaux, l'équipe se retrouve à la 8e place lors de la trêve hivernale. Malgré une phase retour en demi-teinte par moments l'effectif parvient à accrocher une 7e place, en dépit du départ précoce de nombreuses recrues estivales. Cette fin de saison coïncide avec le rachat du club par Kilmer Sports Ventures et son propriétaire Larry Tanenbaum.
Cependant, la saison suivante est plus difficile pour le club qui ne se maintient qu'à l'avant dernière journée, avec un nul obtenu face au club promu du RC Strasbourg. L'équipe parvient malgré tout à faire un parcours honorable en Coupe de France, qui ne s’arrête qu'au stade des demi-finales face au Paris SG.

## Dates clés
- 1977 : Création du Racing Club de Saint-Étienne à la suite de la fermeture de la section féminine de l'AS Saint-Étienne[42].
- 1980 : Le club atteint le plus haut niveau national, la Division 1.
- 1982 : Participe à la Division 2.
- 1983 : Relégation en Division d'Honneur Rhône-Alpes.
- 1985 : 1re Coupe de la Loire, promotion en Division 2.
- 1986 : Demi-finale de Division 2 (perdue face au FCF Juvisy), relégation en DH Rhône-Alpes.
- 1992 : Champion de DH Rhône-Alpes pour la 1re fois.
- 1993 : Promotion en Division 2.
- 1995 : 3e de son groupe de Division 2.
- 1997 : Dernier de son groupe de Division 2, relégation en DH Rhône-Alpes.
- 2000 : Stéphane Tessier prend la direction du club.
- 2002 : Échec au championnat interrégional qualificatif pour la Division 3.
- 2003 : 2e Coupe de la Loire.
- 2004 : Champion de DH Rhône-Alpes pour la 2e fois, promotion en Division 3.
- 2005 : Vice-champion de France de Division 3, promotion en Division 2. L'équipe réserve atteint la DH Rhône-Alpes.
- 2006 : Échec de peu à la qualification pour la Division 1 (3e tournoi final). L'équipe réserve est championne de DH Rhône-Alpes pour la 3e fois du club, et atteint la Division 3.
- 2007 : Vice-champion de France de Division 2, promotion en Division 1.
- 2008 : 4e de Division 1. L'équipe réserve gagne la 3e Coupe de la Loire du club.
- 2009 : Fusion entre le RC Saint-Étienne et l'AS Saint-Étienne, Stéphane Tessier quitte la présidence du club. L'équipe réserve gagne la 4e Coupe de la Loire du club.
- 2011 : Vainqueur de la Coupe de France (Challenge de France) face au Montpellier HSC.
- 2013 : Finale de la Coupe de France (perdue face à l'Olympique lyonnais).
- 2014 : Sauvetage de la relégation en Division 2 à la dernière journée (9e sur 12).
- 2016 : L'équipe réserve gagne la 1re Coupe Rhône-Alpes face à la réserve de l'Olympique lyonnais et la 5e Coupe de la Loire du club.
- 2017 : L'équipe réserve gagne la 2e Coupe Rhône-Alpes du club face au Grenoble Foot 38.
- 2022 : L'équipe réserve gagne la 6e Coupe de la Loire du club.
- 2023 : Vainqueur de la Division 2. L'équipe réserve gagne la 7e Coupe de la Loire du club.
- 2024 : Maintient en Championnat à la 7e place, pour le retour dans l'élite. L'équipe réserve gagne successivement la 3e Coupe LAuRA face à Chassieu Décines, le championnat de Régional 1  pour la 4e fois et la 8e Coupe de la Loire du club.
- 2025 : Maintient en Championnat à la 10ième place. L' équipe réserve signe un 2nd triplée d'affilée en gagnant la 4ieme Coupe LAuRA face à Annecy, le championnat de Régional 1 pour la 5ième fois et la 9ième coupe de la Loire du club.

## Résultats sportifs

### Palmarès
Le palmarès de l’AS Saint-Étienne féminine comporte notamment une Coupe de France, un titre de Division 2, ainsi que quatre titres régionaux.
Le tableau suivant liste le palmarès du club actualisé à l'issue de la saison 2023-2024, dans les différentes compétitions officielles, au niveau national et régional.
| Compétitions nationales | Compétitions régionales |
| - Coupe de France (1) - Vainqueur : 2011 - Finaliste : 2013 - Championnat de France D2 (1) - Champion : 2023 - Vice-champion : 2007, 2018, 2019, 2020 - Championnat de France D3 - Vice-champion : 2005 | - Régional 1 LAuRA (5) - Champion : 1992, 2004, 2006, 2024, 2025 - Coupe de la Loire (9) - Vainqueur : 1985, 2003, 2008, 2009, 2016, 2022, 2023, 2024, 2025 - Coupe LAuRA (4) - Vainqueur : 2016, 2017, 2024, 2025 |

### Bilan saison par saison
Le tableau suivant retrace le parcours de l'équipe-fanion du club, depuis sa création en 1977 sous le nom de RC Saint-Étienne, puis d'AS Saint-Étienne depuis 2009.
| Édition   | Division 1   | Division 2                     | Division 3                           | Divisions régionales    | Coupe de France  |
| --------- | ------------ | ------------------------------ | ------------------------------------ | ----------------------- | ---------------- |
| 1977-1980 | -            |                                |                                      | ...                     |                  |
| 1980-1981 | Premier tour | -                              |                                      |                         |                  |
| 1981-1982 | Premier tour | -                              |                                      |                         |                  |
| 1982-1983 | -            | 5e (Gr. B)                     | -                                    |                         |                  |
| 1983-1984 | -            | -                              | ...                                  |                         |                  |
| 1984-1985 | -            | -                              | ...                                  |                         |                  |
| 1985-1986 | -            | Demi-finaliste                 | -                                    |                         |                  |
| 1986-1987 | -            |                                | ...                                  |                         |                  |
| 1987-1988 | -            | ...                            |                                      |                         |                  |
| 1988-1989 | -            | ...                            |                                      |                         |                  |
| 1989-1990 | -            | ...                            |                                      |                         |                  |
| 1990-1991 | -            | ...                            |                                      |                         |                  |
| 1991-1992 | -            | Champion DH Rhône-Alpes        |                                      |                         |                  |
| 1992-1993 | -            | -                              | ...                                  |                         |                  |
| 1993-1994 | -            | 4e (Gr. B)                     | -                                    |                         |                  |
| 1994-1995 | -            | 3e (Gr. B)                     | -                                    |                         |                  |
| 1995-1996 | -            | 6e (Gr. B)                     | -                                    |                         |                  |
| 1996-1997 | -            | 10e (Gr. B)                    | -                                    |                         |                  |
| 1997-1998 | -            | -                              | ...                                  |                         |                  |
| 1998-1999 | -            | -                              | ...                                  |                         |                  |
| 1999-2000 | -            | -                              | ...                                  |                         |                  |
| 2000-2001 | -            | -                              | ...                                  |                         |                  |
| 2001-2002 | -            | -                              | 5e (Interrégional Gr. D)             | 3e tour régional        |                  |
| 2002-2003 | -            | -                              | -                                    | ...                     | 1er tour fédéral |
| 2003-2004 | -            | -                              | -                                    | Champion DH Rhône-Alpes | ...              |
| 2004-2005 | -            | -                              | 3e (Gr. B) 1er (Tournoi Final Gr. B) | -                       | 1er tour fédéral |
| 2005-2006 | -            | 1er (Gr. B) 3e (Tournoi Final) | -                                    | -                       | 16e de finale    |
| 2006-2007 | -            | 2e (Gr. B) 2e (Tournoi Final)  | -                                    | -                       | 1/4 de finale    |
| 2007-2008 | 4e           | -                              | -                                    | -                       | 16e de finale    |
| 2008-2009 | 7e           | -                              | -                                    | -                       | 1/4 de finale    |
| 2009-2010 | 6e           | -                              | -                                    | -                       | 8e de finale     |
| 2010-2011 | 5e           | -                              |                                      | -                       | Vainqueur        |
| 2011-2012 | 5e           | -                              | -                                    | 16e de finale           |                  |
| 2012-2013 | 6e           | -                              | -                                    | Finaliste               |                  |
| 2013-2014 | 9e           | -                              | -                                    | 8e de finale            |                  |
| 2014-2015 | 8e           | -                              | -                                    | 1/2 finale              |                  |
| 2015-2016 | 6e           | -                              | -                                    | 16e de finale           |                  |
| 2016-2017 | 11e          | -                              | -                                    | 1/2 finale              |                  |
| 2017-2018 | -            | 2e (Gr. B)                     | -                                    | 1/4 finale              |                  |
| 2018-2019 | -            | 2e (Gr. B)                     | -                                    | 32e de finale           |                  |
| 2019-2020 | -            | 2e (Gr. B)                     | -                                    | 16e de finale           |                  |
| 2020-2021 | -            | Compétition arrêtée            | -                                    | Compétition arrêtée     |                  |
| 2021-2022 | 12e          | -                              | -                                    | 16e de finale           |                  |
| 2022-2023 | -            | 1er (Gr. B)                    | -                                    | 2e tour fédéral         |                  |
| 2023-2024 | 7e           | -                              | -                                    | -                       | 8e de finale     |
| 2024-2025 | 10e          | -                              | -                                    | -                       | 1/2 finale       |

- Championne
- Promue
- Reléguée

### Bilan sportif

#### RC Saint-Étienne (1977-2009)
| Championnat         | Saisons |
| ------------------- | ------- |
| Division 1          | 4       |
| Division 2          | 8       |
| Division 3          | 1       |
| Divisions régionale | 3       |

#### AS Saint-Étienne (depuis 2009)
| Championnat | Saisons |
| ----------- | ------- |
| Division 1  | 10      |
| Division 2  | 5       |

## Personnages emblématiques du club

### Présidents
Président du RC Saint-Étienne
- Stéphane Tessier(2000-2009)

Dirigeant de la section féminine
- Jean Nebouy (2000-2017)

Présidents de l'Association ASSE
- Michel Saez (2011-2017)
- Nicolas Jaen (2016-2017)
- Jean-Marc Barsotti (2017-2024)

Président de l'ASSE
- Ivan Gazidis (depuis 2024)

### Entraîneurs
- Stéphane Tessier (1999 à 2000)
- Bernard Paruch (2000 à 2005)
- Michel Gaffie (2005 à 2006)
- Pierre-Yves Thomas (2006 à 2008)
- Hervé Didier (2008 à 2017)
- Patrick Brossat (2009 à 2013)
- Jérôme Bonnet (2017 à 2022)
- Laurent Mortel (2022-2025)
- Sébastien Joseph (depuis 2025)

## Organisation

### Stades

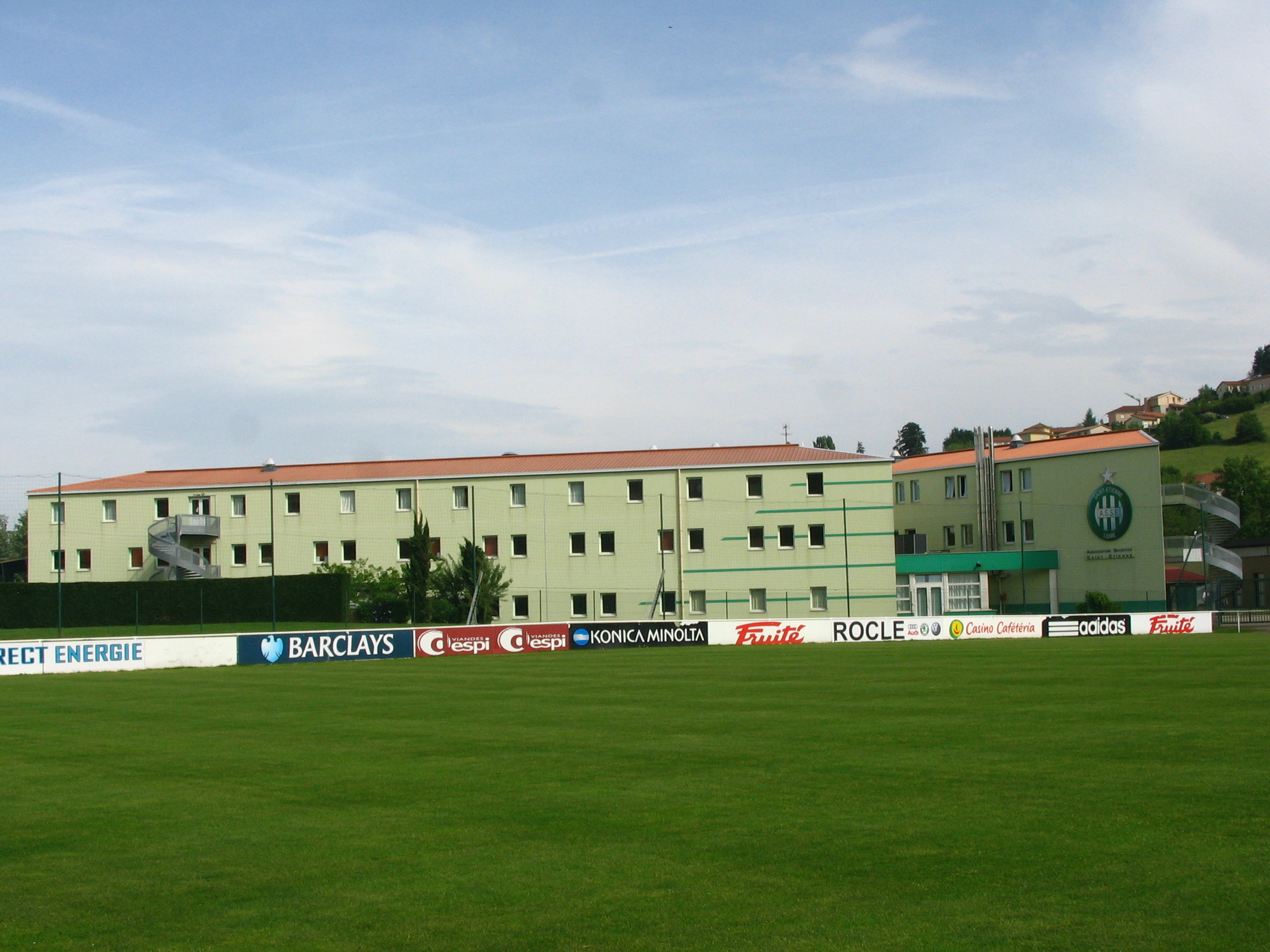
Le Centre sportif Robert-Herbin, où les féminines ont déjà joué certains de leurs matchs.

Les Stéphanoises jouent leurs matchs à domicile au Stade Salif-Keita, situé au Parc des Sports de l'Étivallière à Saint-Étienne. Elles sont locataires auprès de la municipalité de ce terrain, nommé en 2018 en l'honneur du joueur malien Salif Keita, premier Ballon d'or africain en 1970 et icône de l'ASSE. Ce stade dispose d'une capacité comprise entre 1 000 et 1 500 places. Il leur est déjà arrivé de disputer une rencontre dans le Stade Aimé-Jacquet au Centre sportif Robert-Herbin, contre l'Olympique de Marseille. Il s'agissait de la première fois que cela arrivait. Elles ont de plus évolué dans le Chaudron face à l'Olympique lyonnais, durant la saison 2023-2024 notamment.

### Centre d’entraînement
Les Vertes s'entrainent assez souvent au Stade Salif-Keita, là où elles jouent leurs rencontres. Sinon, elles n'ont pas spécialement de terrain leur étant dédié pour se préparer. Cela pourrait changer avec les prochaines saisons, mais rien n'a encore été confirmé pour le moment. Cependant, elles disposent couramment du Centre sportif Robert-Herbin pour s’entraîner et se former.

### Centre de formation
Le club considère la formation des futures Vertes comme un pilier indispensable de la construction de l’équipe au plus haut niveau. Il existe de nombreuses catégories d’âges, des U7 au groupe réserve, en passant par les U19 s’étant déjà qualifiées pour la phase élite,.
L’équipe réserve a aussi eu quelques résultats notables. En effet, elle a déjà remporté la Coupe de la Loire locale.

### Statut juridique
La section féminine de l'AS Saint-Étienne est gérée par l'Association ASSE, présidée par Jean-Marc Barsotti depuis 2017.

## Partenaires

### Équipementiers
Depuis la fusion de 2009 avec le RC Saint-Étienne, plusieurs équipementiers se sont suivis chez les féminines : 
- Adidas, de 2009 à 2015 ;
- Le coq sportif, entre 2015 et 2022 ;
- Hummel, à partir de 2022.

### Sponsors maillot
Les sponsors ne sont affichés qu’à partir du changement d’identité de 2009, passant du club du RC Saint-Étienne à l’AS Saint-Étienne.
Le sponsor maillot des féminines suivant souvent celui des hommes, il y a une similarité entre les deux sections. Cependant, il peut arriver qu’un sponsor reste plus longtemps sur le maillot des féminines.
| Période     | Équipementier  | Sponsor maillot                         |
| ----------- | -------------- | --------------------------------------- |
| 2009 – 2010 | Adidas         | Fruité (jus de fruits)                  |
| 2010 – 2015 | Adidas         | Winamax poker (salle de poker en ligne) |
| 2015 – 2018 | Le coq sportif | Eovi Mcd mutuelle (mutuelle santé)      |
| 2018 – 2022 | Le coq sportif | Aésio (mutuelle santé)                  |
| 2022 - ...  | Hummel         | Aésio (mutuelle santé)                  |

### Sponsor(s) short
Le vendredi 4 août 2023, le club annonce un premier accord avec l'entreprise Centr'Auto Plaine.

## Autres images

### Identité visuelle

Logo avant 2009.
De 2009 à 2022.
Depuis 2022.

### Joueuses en match

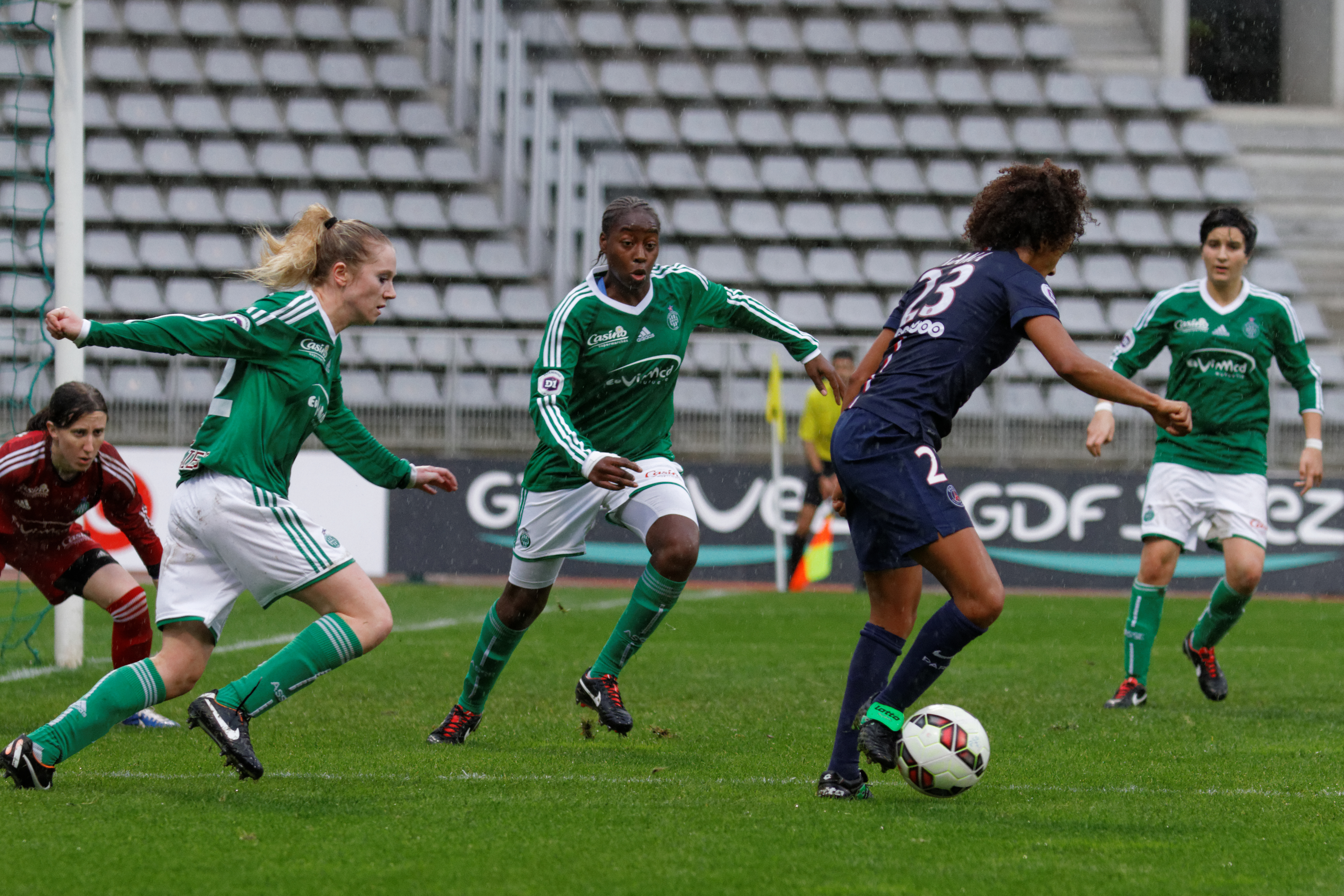
Rencontre entre l'ASSE et le PSG le 16 novembre 2014.
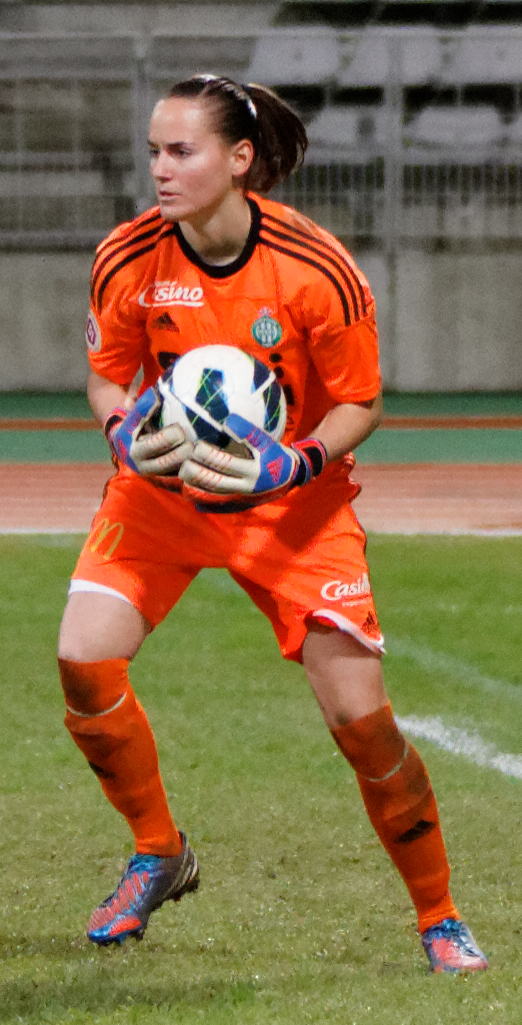
Méline Gérard en match.